# Pasakiat Teileleu
Pasakiat Teileleu is een bestuurslaag in het regentschap Kepulauan Mentawai van de provincie West-Sumatra, Indonesië. Pasakiat Teileleu telt 2944 inwoners (volkstelling 2010).